# Катаевцы (Кирово-Чепецкий район)
 Катаевцы  — деревня в Кирово-Чепецком районе Кировской области в составе Просницкого сельского поселения.

## География
Расположена на расстоянии примерно 6 км по прямой на юго-восток от переезда на юго-восточной окраине города Кирово-Чепецк через узкоколейную железнодорожную линию до поселка Каринторф.

## История
Известна с 1873 года как деревня Диковская (Катаевы), где дворов 7 и жителей 78, в 1905 году 11 и 60, в 1926 (Катаевы или Диковская) 13 и 54, в 1989 3 постоянных жителя.

## Население
Постоянное население составляло 0 человека в 2002 году, 8 в 2010.